# Муассан, Анри
Фердинан Фредерик Анри Муасса́н (фр. Ferdinand Frederic Henri Moissan; 28 сентября 1852, Париж — 20 февраля 1907, Париж) — французский химик.

## Биография
Анри Муассан родился 28 сентября 1852 в семье младшего сотрудника восточной железнодорожной компании и швеи. В том же году семья переехала из Тулузы, откуда родом были родители Анри, в Париж. В 1864 году они перебрались в Мо, где он учился в местной школе. В 1870 году он оставил школу, не пройдя «Университетский класс», необходимый для поступления в университет. Анри начал работать в аптеке в Париже, где он мог спасти человека от отравления мышьяком. Он решил изучать химию и начал работать в лаборатории Эдмона Фреми, а затем у Пьера Поля Деэрена. Деэрен посоветовал ему заняться академической карьерой. Степень бакалавра, которая была необходима, чтобы учиться в университете, Муассан получил в 1874 году со второй попытки. Во время своего пребывания в Париже он подружился с химиком Александром Леоном Этардом и ботаником Васком.
Муассан опубликовал свою первую научную работу об углекислом газе и кислороде в метаболизме растений совместно с Дихрейном в 1874 году. Вскоре он оставил физиологию растений и заинтересовался неорганической химией и исследованиями по пирофорному железу, обратившись к двум самым известным французским химикам-неорганикам того времени — Анри Этьен Сент-Клэр Девилю и Дебре. После того, как Муассан получил в 1880 году степень доктора философии, его друг Ландрин предложил ему место в аналитической лаборатории. Его брак с Леони Лугань состоялся в 1882 году. Спустя три года у них родился сын.

## Исследования

### Получение элементарного фтора
Существование элемента фтора было известно на протяжении многих лет, но все попытки выделить его в свободном состоянии не удавались, а некоторые экспериментаторы погибали при попытках получения этого вещества.
В 1880-х годах Муассан занялся изучением химии фтора и особенно получением этого элемента. У него не было своей собственной лаборатории, но он использовал чужие — например, лабораторию Шарля Фриделя. Там он имел доступ к мощной батарее, состоящий из 90 ячеек Бунзена.
26 июня 1886 года в результате электролиза фтористого водорода был получен фтор. Французская академия наук послала трёх представителей, Марселена Бертло, Анри Дебре и Эдмона Фреми, чтобы подтвердить результаты. Однако Муассан не смог воспроизвести свои результаты, в связи с тем, что фтористый водород не содержал даже следов фторида калия, как было в предыдущем эксперименте. Тем не менее, в конечном итоге Муассану всё-таки удалось выделить фтор. Выяснилось, что для электролиза необходим раствор гидрофторида калия (KHF2) в жидком фтористом водороде (HF). Такая смесь нужна потому, что фтористый водород сам по себе не проводит электрический ток. Устройство для получения было построено с использованием платиновых и иридиевых электродов в платиновом держателе, аппарат охлаждали до −50 °С. В результате было достигнуто полное отделение водорода, полученного на отрицательном электроде, от фтора (на положительном). Фактически этим способом фтор получают до сих пор.
После демонстрации получения фтора несколько раз Муассану была присуждена от Французской академии наук награда в 10 000 франков. Кроме того, за это достижение в 1906 году он был удостоен Нобелевской премии по химии.
В последующие годы (до 1891) Муассан сосредоточил внимание на исследовании химии фтора. Он получил многочисленные соединения фтора, например, вместе с Полом Лебо получил в 1901 году SF6.

### Дальнейшие исследования
Продолжая изучать химию фтора, Муассан внёс свой вклад в усовершенствование электродуговой печи: при токе 2200 ампер и напряжении 80 вольт она была способна достичь 3500 °С. Такая печь открывала путь для получения боридов и карбидов многочисленных элементов, что явилось ещё одним направлением исследований Муассана.
Он также попытался использовать давление для синтеза алмазов из наиболее распространённых форм углерода.
В 1893 году Муассан начал изучать фрагменты метеорита, найденного в Кратере Метеора возле Каньона Смерти в Аризоне. В этих фрагментах он обнаружил мельчайшие количества нового минерала и после обширных исследований Муассан сделал вывод, что этот минерал состоял из карбида кремния. В 1905 году этот минерал в честь его открывателя был назван муассанитом.

## Смерть
Он скоропостижно скончался в Париже в феврале 1907 года, вскоре после его возвращения с церемонии вручения Нобелевской премии в Стокгольме. Причиной смерти был, как считают, острый аппендицит. Неизвестно, являлись ли эксперименты с фтором причиной его ранней смерти.

## Память
В 1976 году Международный астрономический союз присвоил имя Анри Муассана кратеру на обратной стороне Луны.